# Kriegsgabel
Die Kriegsgabel ist eine mittelalterliche Stangenwaffe.
Sie stammt aus dem landwirtschaftlichen Bereich und wurde aus der Mistforke entwickelt. Die ersten Kriegsgabeln waren normale Mistgabeln. Als man den Kampfwert der Gabeln erkannte (um 1400), ging man dazu über, diese Waffen zu spezialisieren. Die Gabelspitzen wurden gerade gebogen und verstärkt. Manche Kriegsgabel wurde mit kleinen Beilklingen oder Parierhaken versehen. Da die Kriegsgabeln leicht und günstig herzustellen waren, fanden sie allgemeine Verbreitung bis zuletzt im 16. Jahrhundert in Italien.

## Gebrauch
Kriegsgabeln wurden gegen Reiter und Fußtruppen eingesetzt. Man konnte Reiter vom Pferd stoßen oder sie sogar entwaffnen. Ab dem 16. Jahrhundert wurden Kriegsgabeln kaum mehr genutzt, da mittlerweile die Rüstungen so weit entwickelt waren, dass sie nicht durchdrungen werden konnten.